# Marc Andre Schmerböck
Marc Andre Schmerböck (sinh 1 tháng 4 năm 1994) là một cầu thủ bóng đá Áo thi đấu cho SK Sturm Graz.